# Vincenzo Reschiglian

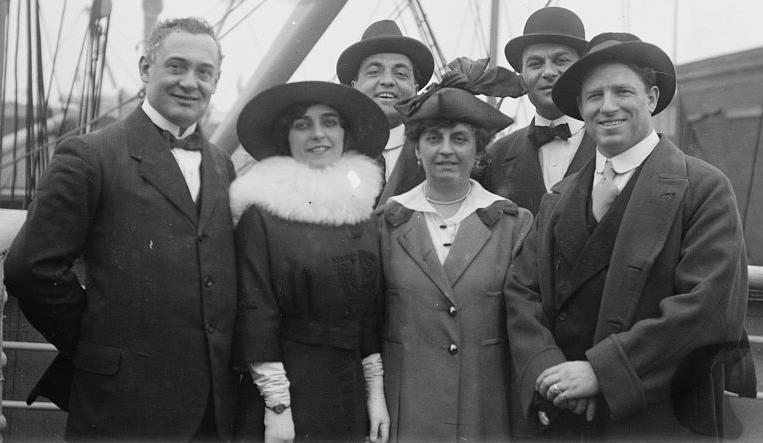
Da sinistra a destra: Vincenzo Reschiglian, Rosina Galli, Luca Botta, la madre della Galli, uno sconosciuto, e Giovanni Martinelli

Vincenzo Reschiglian (Venezia, 21 febbraio 1874 – Bergamo, 17 luglio 1955) è stato un baritono italiano specializzato nel repertorio del comprimario.

## Biografia
Era il fratello maggiore del tenore Giuseppe Reschiglian. La prima presenza rintracciata nelle riviste d'epoca è nel 1898 al Municipale di Modena dove è Bretigny nella Manon di Massenet. Degna di nota la sua presenza nel 1898 alla Fenice di Venezia dove cantò, accanto al fratello Giuseppe, in due oratori di Perosi, riprendendo nel secondo il celebre baritono Giuseppe Kaschmann. Cantò il personaggio di Targaglia nella prima mondiale di Le maschere di Pietro Mascagni al Teatro Regio di Torino il 17 gennaio 1901. Nel 1905-1906 cantò all'Opera di Parigi e nel 1907-1908 si esibì con la Manhattan Opera Company di Oscar Hammerstein  a New York.
Reschiglian fu impegnato alla Metropolitan Opera House dal 1909 al 1929, dove partecipò a 1.577 spettacoli. Vi cantò cantò in diverse anteprime mondiali, tra cui il ruolo di Handsome ne La fanciulla del West di Giacomo Puccini (1910), De Brigole in Madame Sans-Gêne di Umberto Giordano (1915) e Pinellino in Gianni Schicchi di Puccini (1919)  Si ritirò dal palcoscenico nel 1929 e in seguito visse in pensione a Bergamo fino alla sua morte nel 1955.